# Broeikasgas

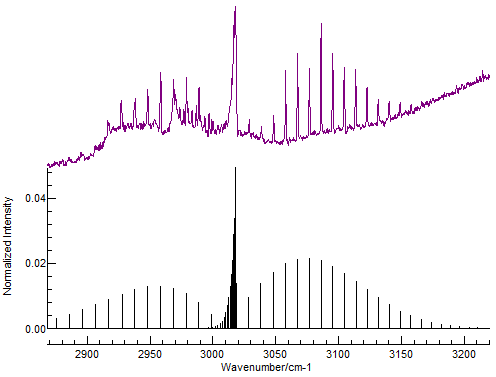
Hoge-resolutie-infraroodspectrum van het broeikasgas methaan (CH_{4}) in de gastoestand

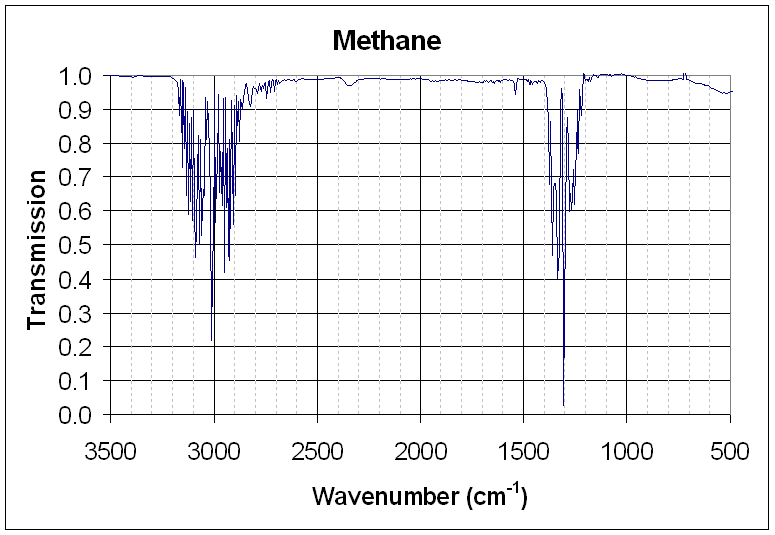
Infraroodabsorptiespectrum van methaan (CH_{4})

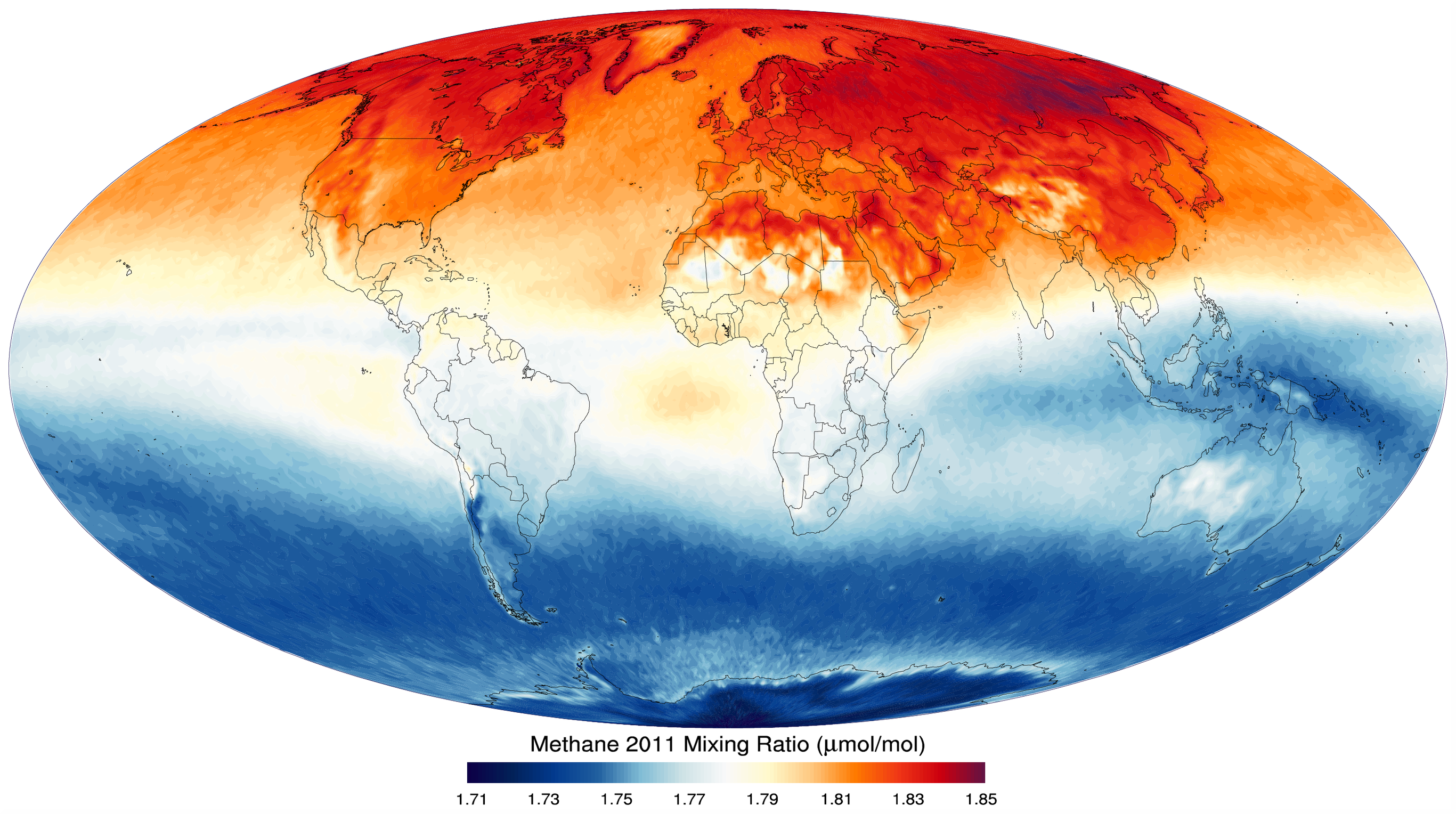
Gemiddelde methaanconcentratie in de troposfeer 2006–2009

Broeikasgassen zijn gassen in de atmosfeer van de Aarde of een andere planeet met het vermogen om warmtestraling te absorberen en geleidelijk in alle richtingen weer af te geven. Hierdoor dragen ze bij aan het vasthouden van warmte in de atmosfeer en daarmee aan het verhogen en in stand houden van de evenwichtstemperatuur. Dit wordt het broeikaseffect genoemd.
De belangrijkste broeikasgassen in de aardatmosfeer zijn waterdamp, koolstofdioxide (CO2), methaan, lachgas (distikstofmonoxide) en ozon. Zonder broeikasgassen zou de gemiddelde temperatuur op Aarde zo'n 33 graden lager zijn: −18 °C in plaats van de huidige +15 °C. De mate waarin een bepaalde hoeveelheid broeikasgas kan bijdragen aan het broeikaseffect wordt het aardopwarmingsvermogen genoemd.
Het broeikaseffect is door de Engelse fysicus John Tyndall in 1861 op grond van spectroscopische meetresultaten en door de Zweedse fysisch chemicus Svante Arrhenius in 1896 op theoretische grond voorgesteld.
Sinds de industriële revolutie is de hoeveelheid broeikasgassen in de aardatmosfeer toegenomen. Dit leidt tot het 'versterkte' broeikaseffect en daarmee tot opwarming van de Aarde, een vorm van klimaatverandering. Dit kan een probleem vormen voor mens en natuur doordat het klimaat dan in sommige delen van de Aarde minder leefbaar zou worden, terwijl men zich op andere plaatsen moet zien aan te passen aan de klimaatverandering.

## Absorptie van warmtestraling door gassen
De kwantummechanica leert dat monoatomische gassen zoals argon (Ar) en diatomische gassen zoals stikstof (N2) of zuurstof (O2) zonder dipoolmoment geen absorptielijnen hebben in hun infraroodspectrum, waardoor ze geen warmtestraling kunnen absorberen en niet aan het broeikaseffect kunnen bijdragen. Gasmoleculen die een dipoolovergang kunnen hebben in hun infraroodspectrum, zoals waterdamp (H2O), koolstofdioxide (CO2), distikstofmonoxide (N2O), stikstofdioxide (NO2) en ozon (O3), doen dat wel. De absorptiespectra van gassen die uit nog meer atomen bestaan, zoals methaan (CH4), freon (CF2Cl2 en CFCl3) en zwavelhexafluoride (SF6) hebben meestal meer dipoolovergangen die sterker absorberen en veroorzaken daardoor een sterker broeikaseffect.
De absorptielijnen in de infraroodspectra van gassen worden veroorzaakt door vibratieovergangen en rotatie-vibratieovergangen waarbij een molecuul overgaat van de ene rotatie- en trillingstoestand naar een andere rotatie- en trillingstoestand met een hogere energie. Het energieverschil tussen die toestanden bepaalt de golflengte van de geabsorbeerde warmtestraling. Het dipoolmoment van de trillingstoestanden in het absorptieproces moet bovendien verschillend zijn. De grootte van het verschil in dipoolmoment tussen die trillingstoestanden is bepalend voor de sterkte van de absorptie. Grotere moleculen absorberen warmtestraling beter doordat er meer verschillende manieren zijn waarop ze kunnen trillen en doordat de verschillen in dipoolmoment tussen de trillingstoestanden groter zijn dan bij kleinere moleculen.
De warmtestraling die vanaf de zon de aarde bereikt, is kortgolvig. Deze straling kan door broeikasgassen niet worden tegengehouden en bereikt ongehinderd de aarde. De warmte die door de aarde weer wordt afgegeven (vooral in de nacht en in het winterhalfjaar), is langgolvig en wordt door de broeikasgassen deels geabsorbeerd en weer teruggekaatst naar de aarde. Per saldo wordt het daardoor langzaam warmer omdat er meer warmte binnenkomt dan er wordt afgegeven.

## Aardopwarmingsvermogen
Vaak wordt het aardopwarmingsvermogen (Engels: global warming potential) van gassen uitgedrukt in CO2-equivalenten. Daarin speelt ook de absorptieband waarin het betreffende molecuul warmtestraling absorbeert een rol. Gasmoleculen die warmtestraling absorberen bij golflengten waarbij het aardoppervlak veel warmte uitstraalt leveren een grotere bijdrage. Het spectrum van de warmtestraling die door het aardoppervlak uitgestraald wordt is afhankelijk van de temperatuur van het aardoppervlak en wordt bij benadering gegeven door de zwarte lichaamsstralingscurve van de wet van Planck. Aangezien niet alle moleculen even lang in de atmosfeer blijven, is het aardopwarmingsvermogen meestal gedefinieerd over een periode van 100 jaar. Methaan heeft bijvoorbeeld een levensduur van ongeveer 10 jaar in de atmosfeer, en is in die periode als broeikasgas ongeveer 300 keer zo sterk als CO2. Gemiddeld over 100 jaar is methaan slechts 28 keer zo sterk. De belangrijkste broeikasgassen en hun relatieve aardopwarmingsvermogens zijn:
| Naam                            | Formule | CO2-equivalent            |
| ------------------------------- | ------- | ------------------------- |
| Koolstofdioxide                 | CO2     | 1                         |
| Methaan                         | CH4     | 28                        |
| Distikstofmonoxide (lachgas)    | N2O     | 265                       |
| Waterdamp                       | H2O     | Zie sectie over waterdamp |
| Chloorfluorkoolstofverbindingen | CxFyClz | 5700 tot 11 900           |
| Zwavelhexafluoride              | SF6     | 23 500                    |
| Ozon                            | O3      | ?                         |

## Waterdamp
Het belangrijkste broeikasgas in de atmosfeer van de aarde is waterdamp. Door de temperatuurstijging die in de laatste honderd jaar is opgetreden neemt de hoeveelheid waterdamp in de atmosfeer toe en wordt het broeikaseffect extra versterkt. Waterdamp wordt onder de huidige omstandigheden daarom als een complex terugkoppelingsmechanisme beschouwd in het klimaatsysteem.
Als op een bepaalde plaats de hoeveelheid waterdamp in de atmosfeer stijgt, dan wordt de lucht daar warmer door de versterking van het broeikaseffect. Dat kan tot gevolg hebben dat er meer water verdampt waardoor de luchtvochtigheid verder toeneemt en het broeikaseffect nog verder versterkt wordt. Dit is een positieve terugkoppeling. Door een hogere atmosferische temperatuur heeft de atmosfeer een hoger dauwpunt waarbij de waterdamp condenseert, volgens de wet van Clausius-Clapeyron. Afhankelijk van de omstandigheden kunnen verschillende typen wolken of mist ontstaan of juist verdwijnen. Bij een toenemende hoeveelheid wolken neemt de hoeveelheid zonlicht dat het aardoppervlak bereikt af, waardoor verdere verdamping en temperatuurstijging afgeremd wordt. Doordat wolken het zonlicht reflecteren wordt eveneens minder warmte door de atmosfeer geabsorbeerd. Dit is een negatieve terugkoppeling. De hoeveelheid waterdamp in de atmosfeer is sterk afhankelijk van plaats en omstandigheden. Bovendien worden waterdamp en wolken door de wind en de atmosferische circulatie over kortere en langere afstanden verplaatst.
Waterdamp speelt een centrale rol in de waterkringloop. Deze waterkringloop is een essentieel onderdeel van de warmtehuishouding van de atmosfeer en vormt een erg ingewikkeld niet-lineair dynamisch systeem dat met andere systemen verbonden en vervlochten is. Vanwege de complexiteit van deze systemen is het lastig om door middel van een modelberekening of met behulp van meetapparatuur een gemiddelde waterdampconcentratie van de atmosfeer te berekenen of te meten, en wordt deze pas sinds de tijd van de satellieten (vanaf ongeveer 1980) met redelijke betrouwbaarheid gemeten. Aangezien de hoeveelheid waterdamp in de atmosfeer invloed heeft op de wolkvorming en de omvang van ijskappen op de polen, die de temperatuur verlagen, terwijl het als broeikasgas de temperatuur verhoogt, is het moeilijk om het effect van waterdamp op het klimaat onder alle omstandigheden te bepalen.
Bovendien heeft de concentratie van roetdeeltjes en andere verontreinigingen in rookgassen eveneens invloed op wolkvorming. Deze effecten zijn het sterkst in industriële gebieden waar veel broeikasgassen geproduceerd worden. In het geologische verleden hebben vulkanische activiteit en grote natuurrampen de wolkvorming en temperatuur op Aarde bepaald. Gegevens over temperatuur en luchtvochtigheid zijn in zulke gevallen ontoereikend om het effect van waterdamp op het weer en het klimaat te bepalen.
De verdeling en de vorm van landmassa's en de daarop aanwezige ecosystemen hebben eveneens invloed op de concentratie van waterdamp in de atmosfeer. Gebergten, woestijnen en savannen hebben meestal het effect dat ze de lucht die eroverheen stroomt uitdrogen, zodat gebieden die erachter liggen droger zijn. Beboste gebieden nemen meestal goed water op en geven gemakkelijk waterdamp af. Tropische regenwouden werken als een buffer voor water. De verdeling van de landmassa en het neerslagpatroon in de omgeving van poolgebieden is mede bepalend voor de grootte van de ijskappen.

## Uitstoot en concentraties
De bronnen van broeikasgassen zijn natuurlijke en door de mens veroorzaakte uitstoot. De door de mens veroorzaakte uitstoot is met name afkomstig uit de sectoren energie (25%), landbouw en veeteelt (20,4%), industrie (18%) en transport (14%), maar ook gassen die gebruikt worden in de gezondheidszorg leveren een aanzienlijke bijdrage. Zo is het effect van het narcosemiddel desfluraan maar liefst 3714 maal zo sterk als dat van koolstofdioxide. Alle narcosegassen samen dragen ongeveer evenveel bij aan de opwarming van de aarde als ongeveer 1 miljoen auto's.
Een natuurlijke bron van CO2 zijn vulkanen. Een biologische bron van methaan zijn anaerobe bacteriën in moerassen. De concentraties en de uitstoot van broeikasgassen worden wereldwijd gemeten en bijgehouden door meetstations. In 2014 publiceerde de werkgroep reactieve stikstof van de Europese economische commissie van de Verenigde Naties het ENA-rapport. Hierin concludeerde zij dat de Europese uitstoot van stikstof met 40% en broeikasgassen met 25 tot 40% zal afnemen als alle Europeanen het aandeel dierlijke producten in hun dieet halveren (de demitarische oplossing).
Ondanks afgesloten klimaatakkoorden en genomen beleidsmaatregelen stijgt de uitstoot van broeikasgassen nog steeds, en nemen de concentraties van broeikasgassen in de atmosfeer toe. Jaarlijks brengt de Milieuorganisatie van de Verenigde Naties een Emissions gap report uit. Het rapport uit 2019 constateert dat de broeikasgasuitstoot nog steeds stijgt, en dat het streven om de uitstoot te verminderen tot nu toe gefaald heeft. Het rapport verwacht bovendien niet dat de uitstoot in de komende jaren wel zal gaan dalen.
In Nederland daalde in 2023 de uitstoot van broeikasgassen met 6% en lag daardoor 34% lager dan in 1990. De luchtvaart was met 9% de grootste stijger in 2023. In 2024 was de afname 1,7% tot een daling van 37% ten opzichte van 1990, terwijl de industrie juist meer uitstootte. Ook de luchtvaartsector stootte 4% meer uit. De Europese Unie lag in 2023 al op 37% reductie en zegt 55% in 2030 te gaan halen.

### Wereldwijde trends tot 2020
Onderstaande grafieken zijn voorzien van de Engelse namen en afkortingen van stoffen. De afkorting CFC (chlorine-fluorine-carbon) vertaalt naar het Nederlands als chloorfluorkoolstofverbindingen, dus: cfk's. Het gaat dan om CFC-12, CFC-11, HCFC-22 en HFC-134a.

## Vergelijking van de CO2-uitstoot
Vergelijking van de CO2-uitstoot per MWh, bij 100% effectiviteit van de verbranding:
- Steenkool: 709 pounds of 322,27 kilogram
- Olie: 559 pounds of 254,09 kilogram
- Aardgas: 399 pounds[15][16] of 181,36 kilogram